# Emanuel Kemper

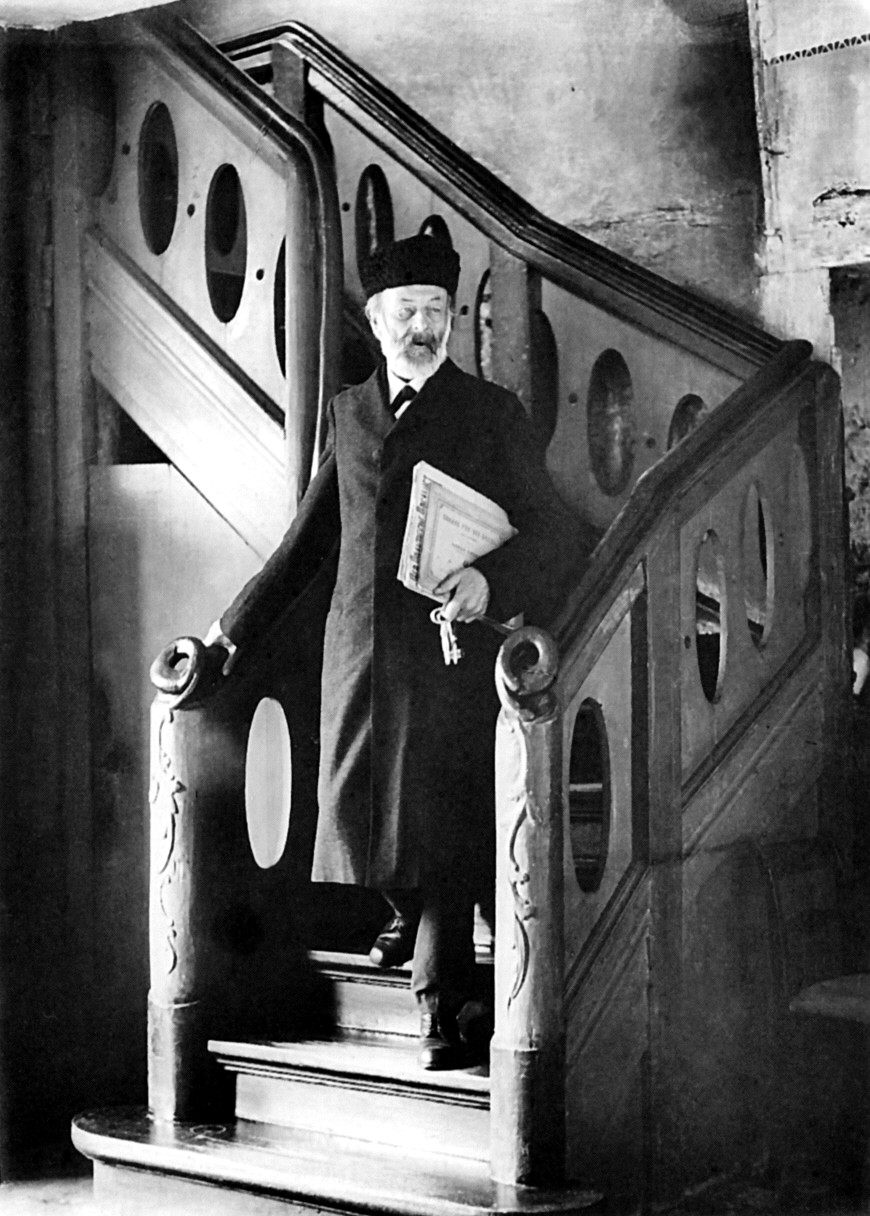
Emanuel Kemper (1928)

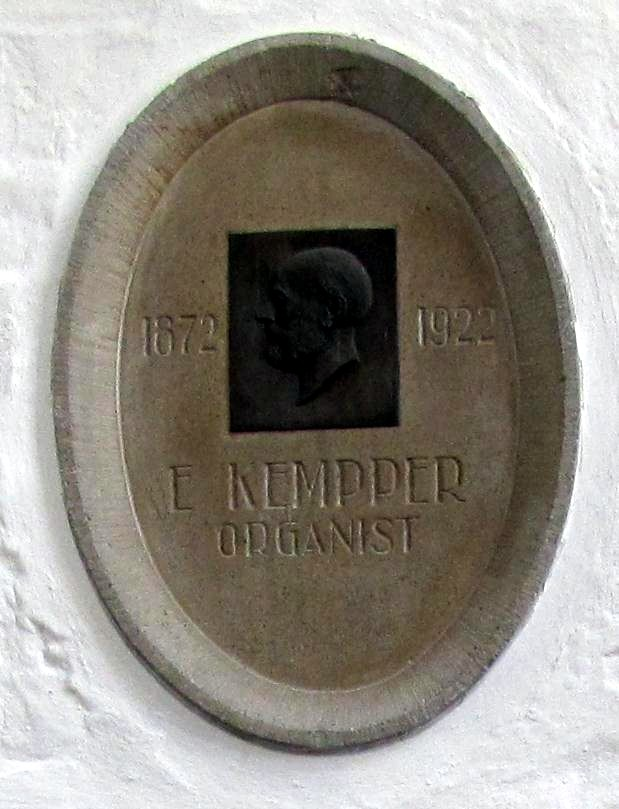
Plakette in der Lübecker Jakobikirche zur Erinnerung an das 50-jährige Jubiläum Kempers als Organist (1922)

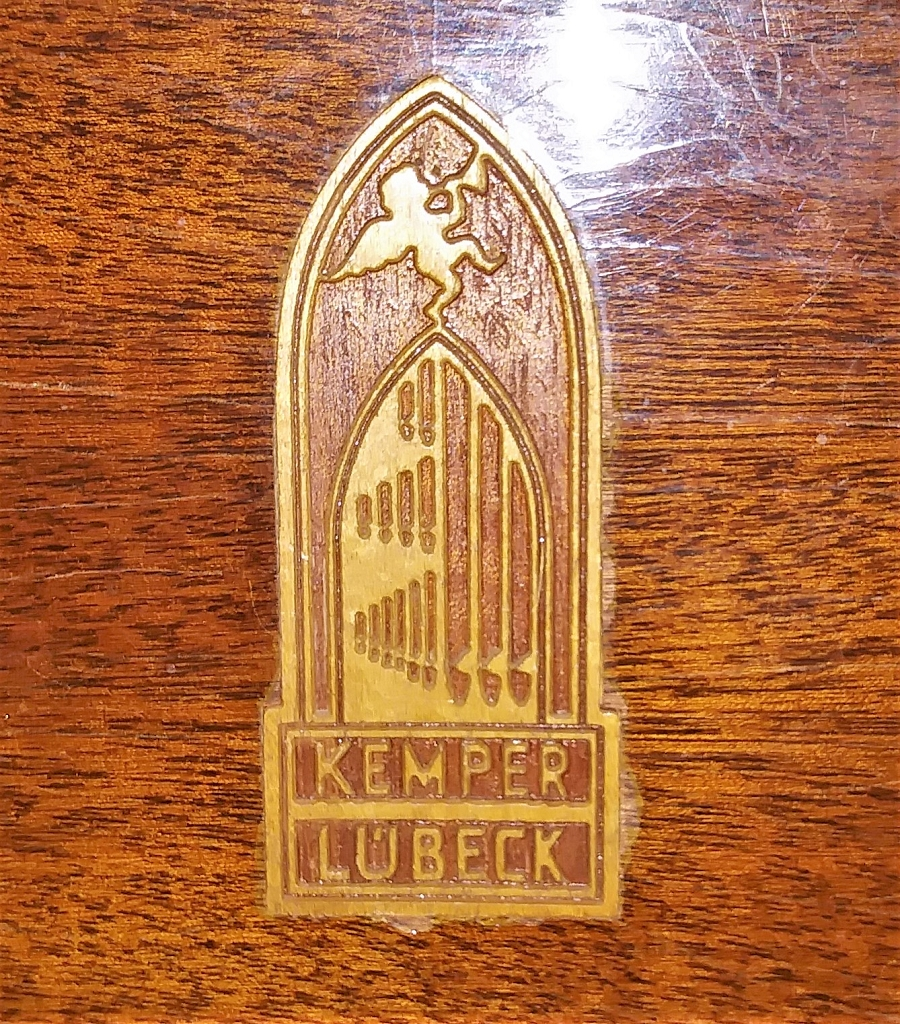
Typisches Firmenschild, wie es sich an den Spieltischen zahlreicher Kemper-Orgeln findet

Emanuel Philipp Kemper, ursprünglich Emanuel Kempper (* 14. Juni 1844 in Lübeck; † 10. Mai 1933 ebenda) war ein deutscher Organist und Orgelbauer und Begründer des Familienbetriebs E. Kemper & Sohn in Lübeck. Das Orgelbauunternehmen erwarb sich zu Lebzeiten des Firmengründers einen geachteten Ruf in der Erhaltung und Restaurierung von Barockorgeln, speziell denen im Alten Land. Nach 1945 entwickelte sich das Geschäftsfeld mit unzähligen Neubauten explosionsartig. Von den einst erbauten 1000 Opera an Nachkriegsinstrumenten existieren in der Nordkirche heute noch etwa 100 Orgeln.

## Geschichte

### Emanuel (Philipp) Kemper
Emanuel (Philipp) Kemper war der Sohn des Musiklehrers Adolf Kemper. Er erlernte nach dem Besuch der Lübecker Domschule den Beruf des Tischlers. Anschließend erfolgte eine Orgelbaulehre bei der dänischen Firma Marcussen & Søn. Im Orgelspiel und in der Harmonielehre erhielt er Unterricht durch den Jakobi-Organisten Johann Jochim Diedrich Stiehl und den Organisten der Reformierten Kirche, Konrad Geibel, den Bruder von Emanuel Geibel. Die eigene Firma wurde im Jahr 1868 begründet. Da er in diesem Zuge die Orgelbaufirma von Theodor Vogt übernahm, wurde ihm die Verantwortung fast aller Orgeln Lübecks übertragen. Von 1872 bis zum Jahresende 1930 wirkte er als Nachfolger Stiehls zugleich als Organist an der Lübecker Jakobikirche, wo Hugo Distler sein Nachfolger wurde.

### Karl (Reinhold) Kemper
Sein Sohn Karl (Reinhold) Kemper (* 1880 in Lübeck; † 1956 ebenda) übernahm im Jahr 1910 das Unternehmen und führte es unter dem Namen E. Kemper & Sohn. Er  führte die mechanische Schleiflade wieder ein und wurde als bedeutender Vertreter der Orgelbewegung bekannt. Seine Restaurierungen von Barockorgeln in den 1920er und 1930er Jahren hatten Vorbildcharakter für einen verantwortlichen Umgang mit dem Material, so zum Beispiel bei der Instandsetzung der Orgel in Altenbruch (1925) unter Beratung von Hans Henny Jahnn. 1919 erfuhr der Betrieb eine Erweiterung.
1929 eröffnete Kemper eine Filiale in Bartenstein in Ostpreußen, in der Werner Renkewitz mitarbeitete. Sie schuf bedeutende Umbauten im Frauenburger Dom (1935) und in der Danziger Marienkirche (1935/38), in denen sie jeweils die Chororgel mit der Hauptorgel durch elektrische Leitungen verband, in Danzig auf 120 Register. In Königsberg baute sie 1943 die größte Orgel Ostpreußens.
Einzelne Orgeln von E. Kemper & Sohn wurden bis nach Schweden, Luxemburg, den Mittelrhein und Rom geliefert.

### Emanuel (Magnus) Kemper
Der Enkel Emanuel (Magnus) Kemper (* 1906 in Apenrade; † 1978 in Lübeck) beschränkte sich wieder auf Norddeutschland und den Mittelrhein. Die Zerstörungen des Zweiten Weltkriegs brachten eine hohe Nachfrage nach Neubauten. Seine neuen Instrumente werden aus der heutigen Perspektive oft kritisch gesehen. Einige Orgeln wiesen bereits nach kurzer Zeit erhebliche Mängel auf und wurden nach wenigen Jahrzehnten wieder abgerissen oder nach Ost- und Ostmitteleuropa weiterverkauft. 

### Emanuel Reinhold Kemper
1974 übernahm sein Sohn Emanuel Reinhold Kemper (* 8. Januar 1947 in Lübeck; † 10. November 2007 in Lübeck) das Unternehmen Lübecker Orgelbau GmbH (E. Kemper), das vier Jahre später insolvent wurde. 1978 gründete er es als E. Kemper Lübecker Orgelbau erneut, 1981 mit seiner Mutter Ella Kemper dann als Kemper E. u. E. Orgelbau. Es führte einige Reparaturen und Umbauten an Orgeln durch.

## Werkliste (Auswahl)
Die Größe der Instrumente wird in der fünften Spalte durch die Anzahl der Manuale und die Anzahl der klingenden Register in der sechsten Spalte angezeigt. Ein großes „P“ steht für ein selbstständiges Pedal. Verlorene Orgeln sind kursiv gesetzt.
| Jahr      | Ort                            | Kirche                                          | Bild | Manuale | Register  | Bemerkungen |
| --------- | ------------------------------ | ----------------------------------------------- | ---- | ------- | --------- | --- |
| 1903      | Lübeck                         | Aula der Ernestinenschule                       |      | II/P    | 9         | 1956 ausgebaut und über Kemper an die Zionskirche in Hamburg (SELK) verkauft, dort 1982 abgebrochen, die Fassade heute in der Herz-Jesu-Kirche (Düsseldorf-Derendorf) |
| 1903      | Lübeck                         | Aula des Schullehrerseminarhauses               |      | I       | 8         | acht Stimmen |
| 1904/1905 | Lübeck-Genin                   | St. Georg                                       |      | II/P    | 15        | 1976 durch Martin Bober ersetzt |
| 1916      | Lübeck                         | Aegidienkirche                                  |      | III/P   | 47        | 1916 Neubau hinter historischem Prospekt; 1939/40 von Karl Kemper eingreifend umgebaut, 1982 ersetzt → Orgel der Aegidienkirche (Lübeck) |
| 1930/1931 | Nordhausen                     | St. Jacobi                                      |      | III/P   | 38        | Kirche und Orgel wurden bei der Bombardierung Nordhausens im Zweiten Weltkrieg zerstört |
| 1931      | Frauenburg (Frombork)          | Dom                                             |      | V/P     | 66        | → Orgel |
| um 1932   | Leipzig                        | Thomaskirche                                    |      | I/p     | 7 1⁄2     | Positiv (G1–g3) in Schrankgehäuse mit Flügeltüren, Disposition mit geteilten Registern nach Günther Ramin; 1961 Erweiterungsumbau durch Alexander Schuke Potsdam Orgelbau für die NAK Berlin-Pankow; Verbleib nach Auflösung der Gemeinde in den 1990er Jahren unbekannt                          |
| 1935      | Gizycko                        | Ev. Kirche                                      |      | II/P    | 27        | [ 12 ] |
| 1937      | Halbau (Iłowa), Oberlausitz    | Christus-König-Kirche                           |      | III/P   | 28        | [ 13 ] |
| 1937/1938 | Berlin-Spandau                 | Evangelisches Johannesstift, Kirche             |      | IV/P    | 44        | auch für Kirchenmusikschule, 1968 durch Walcker-Orgel ersetzt |
| 1938      | Hamburg-Fuhlsbüttel            | St. Lukas                                       |      | III/P   | 34        | erste vollmechanische Orgel mit drei Manualen in Norddeutschland nach der Orgelbewegung; 1996 ersetzt |
| 1938      | Schierke                       | Bergkirche Schierke                             |      | II/P    | 14        | Unter Verwendung von Teilen der Vorgängerorgel (Reubke 1881) |
| um 1938   | Danzig                         | Marienkirche                                    |      | II/P    | 32        | Chororgel, verbunden mit Hauptorgel zu 120 Registern, 1945 zerstört → Orgel |
| 1939      | Berlin-Spandau                 | Stiftskirche St. Johannes                       |      | IV/P    | 57        | 1963 ersetzt |
| 1941      | Loitz, Vorpommern              | St.-Marien-Kirche                               |      | III/P   | 36        | |
| 1942      | Königsberg, Ostpreußen         | Königin-Luise-Gedächtnis-Kirche                 |      | III/P   | 49        | Orgel ging in den Nachkriegswirren verloren. |
| 1943      | Königsberg, Ostpreußen         | Altstädtische Kirche                            |      | V/P     | 71        | 1944/1945 zerstört |
| 1948      | Burg auf Fehmarn               | St. Nikolai                                     |      |         |           | Im historischen Barockgehäuse; die Kemper-Orgel besaß ausschließlich Prospektpfeifen aus Kupfer (!); 1975 ersetzt durch Neubau Kleuker unter Verwendung der kupfernen Prospektpfeifen in den Pedaltürmen.                                                                                         |
| 1949      | Halle (Saale)                  | Propsteikirche St. Franziskus und St. Elisabeth |      | V/P     | 61        | Hauptorgel mit 37 und Chororgel mit 24 Registern; 1941 Auftrag, Material bis 1943 angeliefert, aber erst 1949 aufgebaut; von Anfang an schwer mängelbehaftet, Hauptorgel 1964 stillgelegt, Chororgel 1958–1961 von Eule mit eigenem Spieltisch versehen, 1976 an eine Schule in Genthin verkauft. |
| 1949      | Lübeck-Eichholz                | St. Christophorus                               |      | II/P    | 12        | Ursprünglich im Gemeindesaal von St. Petri aufgestellt, dann von 1951 bis 1957 in der St.-Jürgen-Kapelle. |
| 1951      | Siegen                         | Martinikirche                                   |      | III/P   | 39        | 1985–2003 Umbauten durch Mebold |
| 1951      | Hamburg-Harburg                | St. Maria                                       |      | III/P   | 38        | 1969 wurde die Orgel durch die Erbauerfirma vergrößert |
| 1953      | Düsseldorf-Bilk                | Lutherkirche                                    |      | III/P   | 29        | 1991 durch einen Neubau der Firma Westenfelder ersetzt |
| 1953      | Bad Bentheim                   | St. Johannes der Täufer                         |      | II/P    | 24        | |
| 1953      | Baiertal                       | Evangelische Kirche                             |      | II/P    | 18        | |
| 1954      | Siegen                         | Nikolaikirche                                   |      | IV/P    | 55        | |
| 1954/1963 | Lübeck                         | Neuapostolische Kirche                          |      | II/P    | 16        | ursprünglich für Neumünster gebaut, 1963 umgesetzt, 1991 kleine Änderung der Disposition |
| 1954      | Montabaur                      | St. Peter in Ketten                             |      | III/P   | 39        | 2013 durch eine neue Mühleisen-Orgel ersetzt. |
| 1954      | Luxemburg-Weimerskirch         | St. Martin                                      |      | III/P   | 40        | 2004 stillgelegt und durch ein digitales Instrument ersetzt |
| 1954      | Hamburg-Volksdorf              | Kirche am Rockenhof                             |      | III/P   | 30        | 2002 durch einen Neubau der Firma Mühleisen ersetzt aufgrund des vernichtenden Urteils von 1996 „Die Orgel ist Schrott“ |
| 1955      | Hamburg-Dulsberg               | Frohbotschaftskirche                            |      | III/P   | 36        | 1975 und 1983 durch Paschen umgebaut und erweitert; 2015 nach Polen verkauft. |
| 1955      | Luxemburg-Limpertsberg         | Saint-Joseph                                    |      | IV/P    | 63 (68)   | diverse kleiner Umbauten durch Westenfelder und Mayer |
| 1955      | Rumbach                        | Christuskirche                                  |      | II/P    | 12        | |
| 1955      | Heppenheim (Bergstraße)        | St. Peter                                       |      | III/P   | ??        | 1997 durch die heutige Wilbrand-Orgel ersetzt. |
| 1955      | Mainz-Mombach                  | St.-Nikolaus-Kirche                             |      | II/P    | 18        | |
| 1955      | Gütersloh-Spexard              | St. Bruder Konrad                               |      | II/P    | 10        | |
| 1955      | Unna-Hemmerde                  | Evangelische Kirche Hemmerde                    |      | II/P    | 14        | |
| 1955      | Hamburg-Ottensen               | Kreuzkirche                                     |      | III/P   | 38        | 1993 ersetzt. |
| 1955      | Lübeck                         | St. Marien                                      |      | III/P   | 38        | Als Totentanzorgel bekannt; bereits 1985 durch die heutige Führer-Orgel ersetzt |
| 1956      | Petershagen                    | Dorfkirche                                      |      | I/P     | 5         | [ 18 ] |
| 1957      | Wiesbaden                      | Markuskirche                                    |      | II/P    | 18        | |
| 1956      | Berlin-Spandau                 | Nikolaikirche                                   |      | III/P   | 44        | bei Fertigstellung bedeutendste Nachkriegsorgel Berlins, 1970 Umbau und Neugestaltung des Prospekts, 1995 an die Stadtpfarrkirche Peitz verschenkt, seitdem mehrere Register ausgetauscht |
| 1956      | Dortmund                       | Pauluskirche                                    |      | III/P   | 31        | 1994 durch eine neue Rieger-Orgel ersetzt |
| 1956      | Hamburg-Poppenbüttel           | Marktkirche Poppenbüttel                        |      | III/P   | 36        | 2006 durch eine neue Rohlf-Orgel ersetzt. |
| 1957      | Wiesbaden                      | "Hauptkirche" (Biebrich)                        |      | II/P    | 23 (25)   | |
| 1957      | Luxemburg-Bonneweg             | Maria Königin des Friedens                      |      | V/P     | 77 (85)   | |
| 1957      | Lübeck                         | Friedenskirche                                  |      | II/P    | 16        | 1974 Umsetzung in neue Kirche |
| 1957      | Hamburg-Barmbek                | St. Sophien                                     |      | III/P   | 36        | 1990 ersetzt. |
| 1957      | Lübeck                         | St. Thomas                                      |      | II/P    | 12        | 1982 durch die heutige Kleuker-Orgel ersetzt |
| 1958      | Hameln                         | St. Augustinus                                  |      | III/P   | 36        | |
| um 1958   | Kälberau                       | Wallfahrtskirche Maria zum rauhen Wind          |      | II/P    | 21        | 2012 wurde eine gebrauchte Zweitorgel angeschafft, die 1960 von der Firma Ott für die Schlosskirche Bonn erbaut worden war. Seitdem wird die Kemper-Orgel seltener genutzt, befindet sich aber immer noch im alten Kirchenteil der Wallfahrtskirche.                                              |
| 1959      | Estebrügge                     | St. Martini                                     |      | III/P   | 35        | Neubau hinter historischem Prospekt von Arp Schnitger (1702) |
| 1959      | Hamburg-Hamm                   | Dreifaltigkeitskirche                           |      | II/P    |           | 1983 durch die Fa. Lötzerich umgebaut und auf 26 Register auf drei Manualen und Pedal erweitert |
| um 1959   | Bürstadt                       | St. Peter                                       |      | II/P    | 23        | |
| 1950er    | Hänigsen                       | St. Barbara                                     |      | I/P     | 5         | 2012 abgebaut, seit 2024 in der Tatiana Stupak School of Music in Limassol → Orgel |
| um 1960   | Danzig                         | Dom zu Oliva                                    |      | II/P    | 17        | 2003 von Jerzy Kukla installiert |
| 1960      | Bürstadt                       | St. Michael                                     |      | II/P    | ??        | 2005 durch die heutige Eisenbarth-Orgel ersetzt. |
| 1960      | Mainz                          | Mainzer Dom                                     |      | VI/P    | 104 (113) | Mehrteilige Orgelanlage unter weitgehender Verwendung der alten viermanualigen Orgel von Klais (1928); Wird zurzeit durch einen Neubau ersetzt. |
| 1960      | Lübeck                         | Johanneum                                       |      |         |           | Die Orgel wurde 2001 abgerissen, der Spieltisch befindet sich im Mecklenburgischen Orgelmuseum in Malchow. |
| 1960      | Marx, Russland                 | Kirche Christus König                           |      | II/P    | 23        | ursprünglich in Johanniskirche Nassau, 1980 von Hugo Mayer umgebaut, 2016 abgebaut, 2018 in Marx eingeweiht |
| 1960/1968 | Hamburg                        | Hauptkirche Sankt Jacobi                        |      | IV/P    | 68        | Der Neubau von 1960 (III/P/45) wurde von Kemper 1968 erweitert. |
| 1961      | Lauenburg/Elbe                 | Maria-Magdalenen-Kirche                         |      | III/P   | 32        | |
| 1961      | Bad Oldesloe                   | Peter-Paul-Kirche                               |      | III/P   | 38        | 2006 durch eine neue Mühleisen-Orgel ersetzt und an die Pfarrei Christkönig in Rzeszów (Polen) verkauft. |
| 1961/1966 | Hamburg-Wilhelmsburg           | St. Bonifatius                                  |      | II/P    | 22        | |
| 1961      | Hamburg-Osdorf                 | Simeonskirche                                   |      | II/P    | 22        | |
| 1962      | Köln                           | Herz-Jesu-Kirche                                |      | III/P   | 35        | |
| 1962      | Glückstadt                     | Stadtkirche                                     |      | III/P   | 30        | 2019 nach Pasvalys (Litauen) verkauft. |
| 1962      | Jastrzębia Góra                | Kirche Ignatius von Loyola                      |      | IV/P    | 74        | ursprünglich für Hauptkirche St. Katharinen zu Hamburg gebaut, 2008 abgebaut und nach Polen verkauft |
| 1962      | Dortmund-Hörde                 | Lutherkirche                                    |      | II/P    | 24        | |
| 1963      | Ingelheim am Rhein             | Burgkirche                                      |      | II/P    | 30        | Hinter historischem Prospekt der Gebr. Stumm (1755) → Orgel der Burgkirche (Ingelheim) |
| 1963      | Koblenz                        | Rhein-Mosel-Halle                               |      | IV/P    | 71        | zu ihrer Zeit eine der größten Profanorgeln Deutschlands; restauriert durch Hugo Mayer |
| 1963      | Westerland                     | St. Nicolai                                     |      | III/P   | 33        | |
| 1963      | Hamburg-Wandsbek               | Kreuzkirche                                     |      | III/P   | 34        | |
| 1963      | Hamburg-Altengamme             | St. Nicolai                                     |      | II/P    | 19        | Im historischen Gehäuse von Johann Dietrich Busch (1752) |
| 1964      | Vallendar                      | Vinzenz Pallotti University                     |      | III/P   | 46        | Erweiterung und Umsetzung der Kemper-Orgel aus dem Jahr 1955 (III/O/37). Einige Stahlhuth-Register von 1910 wurden wiederverwendet. |
| 1964      | Viernheim                      | St. Michael                                     |      | II/P    | 23        | 2015 Restaurierung und optische Umgestaltung durch Orgelbau Hugo Mayer |
| 1964      | Lübeck                         | Paul-Gerhardt-Kirche                            |      | II/P    | 16        | 1999 durch Paschen renoviert und umgebaut |
| 1965      | Niendorf (Timmendorfer Strand) | St. Petri                                       |      | II/P    | 13        | ersetzt ein Positiv von Kemper aus dem Jahr 1956, wurde durch eine Ahrend-Orgel (2023) ersetzt |
| 1965      | Luxemburg-Limpertsberg         | St. Joseph                                      |      | IV/P    | 55        | |
| 1965      | Kiel                           | Konzertsaal am Kieler Schloss                   |      | III/P   | 59        | |
| 1957–1965 | Lübeck                         | Jakobikirche                                    |      | IV/P    | 67        | Erweiterungsumbau der Großen Orgel; bereits 1935 war durch Kemper eine Restaurierung nach Plänen von Distler und Erich Thienhaus erfolgt → Orgeln der Jakobikirche (Lübeck) |
| 1965      | Ingolstadt                     | St. Anton                                       |      | III/P   | 36        | 2015 durch einen Neubau ersetzt und nach Bogatynia (Polen) verkauft. |
| 1965      | Baiersdorf                     | St. Josef                                       |      | II/P    | 12        | |
| 1965      | Morsum (Sylt)                  | St. Martin                                      |      | II/P    | 12        | |
| 1966      | Berlin-Wilmersdorf             | Kirche am Hohenzollernplatz                     |      | IV/P    | 61        | 1966 wurde nur ein Teilausbau fertiggestellt. Die zwei Manualwerke Schwellpositiv (IV) und Rückpositiv (I) waren noch gänzlich vakant und erhielten 1975 durch Kemper ihre Pfeifen. 1993 fand eine Dispositionsänderung durch Sauer statt.                                                        |
| 1966      | Hollern                        | St. Mauritius                                   |      | II/P    | 27        | Umbau der Orgel von Arp Schnitger (1690) und Philipp Furtwängler (1858) → Orgel von St. Mauritius (Hollern) |
| 1967      | Lübeck-Kücknitz                | Dreifaltigkeitskirche                           |      | II/P    | 19        | |
| 1965      | Bönnigheim                     | Cyriakuskirche                                  |      | III/P   | 49        | Im historischen neugotischen Gehäuse der Vorgängerorgel von Weigle (1897) |
| 1967/'68  | Frankenthal (Pfalz)            | Lutherkirche                                    |      | II/P    | 18        | |
| 1967      | Marl                           | Erlöserkirche                                   |      | II/P    | 24        | |
| 1968      | Lübeck                         | Marienkirche                                    |      | V/P     | 100       | Seinerzeit größte Orgel der Welt mit mechanischer Traktur → Große Orgel der Marienkirche (Lübeck); 2025 Abbruch |
| 1968      | Hamburg-Hinschenfelde          | Emmauskirche                                    |      | II/P    | 16        | |
| 1969      | Münster                        | St. Aegidii                                     |      | III/P   | 22        | Vollmechanisch; mit Koppelmanual |
| 1969      | Lübeck-Dänischburg             | St.-Paulus-Kapelle                              |      | I/P     | 5         | Wegen ungünstigen Raumklimas verkauft und gegen ein elektronisches Instrument eingetauscht |
| 1969      | Weidenau (Siegen)              | St. Joseph                                      |      | III/P   | 40        | 1991 technischer Neubau durch Mebold unter Verwendung von Pfeifen der Kemper-Orgel. |
| 1970      | Lübeck-Moisling                | Johann-Hinrich-Wichern-Kirche                   |      | II/P    | 22        | im rechten Winkel gebaut |
| 1970      | Medelby                        | St. Matthäus                                    |      | II/P    | 13        | Unter Wiederverwendung von Gehäuse, Prospekt und einiger Register der Vorgängerorgel von Marcussen 1895 |
| 1971      | Wenden-Gerlingen               | St. Antonius                                    |      | II/P    | 22        | → Orgel |
| 1971      | Vallendar                      | St. Marzellinus und Petrus                      |      | III/P   | 39        | 1998 durch die neue Oberlinger-Orgel ersetzt. |
| 1972      | Dortmund                       | St. Bonifatius                                  |      | III/P   | 26        | Vollelektrisch |
| 1972      | Obernkirchen                   | St. Josef                                       |      | II/P    | 17        | |
| 1972      | Rheinbach                      | Pallotti-Kirche                                 |      | III/P   | 40        | Links vom Altarbereich aufgestellt. Kemper baute nur 3 Werke (P, HW, SW). Das mit eingeplante vierte Werk (BW) wurde 1984 von Hugo Mayer ergänzt. 2021 wurde die Orgel nach Pristina verkauft und um Setzer sowie neue Registerdrücker ergänzt.                                                   |
| 1972      | Lübeck                         | St. Markus                                      |      | II/P    | 17        | |
| 1978      | Lübeck                         | St. Bonifatius                                  |      | II/P    | 14        | 2006 umgebaut und erweitert auf 17 (+4 Tr.) (Bild) → Orgel |